# Okręg wyborczy Enfield Southgate
Okręg wyborczy Enfield Southgate powstał w 1950 i wysyła do brytyjskiej Izby Gmin jednego deputowanego. Okręg położony jest w północnym Londynie. Do 1974 nosił nazwę Southgate.

## Deputowani do brytyjskiej Izby Gmin z okręgu Enfield Southgate
| Wybory | Deputowany       | Partia               |
| ------ | ---------------- | -------------------- |
| 1950   | Beverley Baxter  | Partia Konserwatywna |
| 1964   | Anthony Berry    | Partia Konserwatywna |
| 1984   | Michael Portillo | Partia Konserwatywna |
| 1997   | Stephen Twigg    | Partia Pracy         |
| 2005   | David Burrowes   | Partia Konserwatywna |